# Lufă
Lufa este un gen de plantă din familia castravetelui (Cucurbitacee).
În înțelesul curent, lufa desemnează, de obicei, fructul a două specii: L. aegyptiaca și L. acutangula. Fructele acestor specii sunt consumate ca legume. Fructele trebuie să fie recoltate într-un stadiu timpuriu de dezvoltare pentru a fi comestibile. Aceste legume sunt foarte populare în China și în Vietnam. Atunci când fructul este complet copt este foarte fibros. Bine copt, este folosit ca burete în băi și bucătării. Luffa necesită 150-200 de zile calde ca să se maturizeze.
Numele luffa a fost luat de către botaniști europeni  în secolul al 17-lea din araba egipteană: لوف lūf.

## Utilizări

### Ca burete pentru bucătărie sau duș
Partea de fruct a L. aegyptiaca poate fi lăsată să se maturizeze și să se usuce pentru a fi folosită la baie sau bucătărie ca burete (după ce a fost procesat pentru a elimina tot, mai puțin rețeaua de fibre xylem). La baie, lufa este folosită pentru frecarea pielii în vederea exfolierii.

### Ca aliment

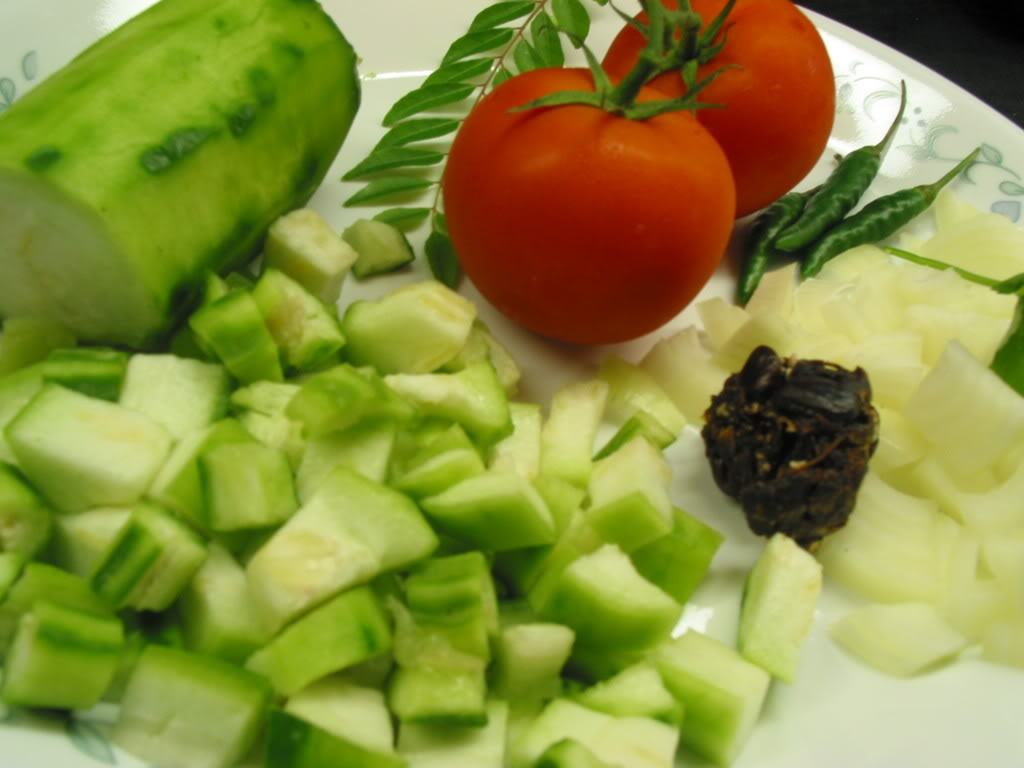
Ingrediente pentru salata numită beerakaya pulusu curry. Fructul, pentru a fi comestibil, trebuie cules când are sub 12 cm lungime și este verde.